# 르오노어 발다쿼
르오노어 발다쿼(Leonor Baldaque, 1978년 1월 27일 ~ )는 포르투갈의 배우, 저자, 작가, 영화배우이다.
포르투에서 태어났다.

## 영화
- 포르투칼 넌 (2009년)
- 크리스토퍼 콜롬버스 - 이니그마 (2007년)
- 세브린느, 38년 후 (2006년)
- 마법의 거울 (2005년) - 아브릴 역
- 불확실성의 원리 (2002년)
- 나의 어린 시절 뽀르또 (2001년)
- 나는 집으로 간다 (2001년)
- 불안 (1998년)